# Kryłów-Kolonia
Kryłów-Kolonia – kolonia w Polsce położona w województwie lubelskim, w powiecie hrubieszowskim, w gminie Mircze.
| SIMC    | Nazwa   | Rodzaj    |
| ------- | ------- | --------- |
| 0895089 | Konarów | część wsi |

W latach 1975–1998 miejscowość administracyjnie należała do województwa zamojskiego. 
Wieś stanowi sołectwo gminy Mircze. Według Narodowego Spisu Powszechnego (III 2011 r.) liczyła 200 mieszkańców i była piętnastą co do wielkości miejscowością gminy.
Wierni Kościoła rzymskokatolickiego należą do parafii Narodzenia Najświętszej Maryi Panny w Kryłowie.

## Obiekty
We wsi znajduje się naturalnej wielkości kamienna figura św. Mikołaja, a obok niego kamienny posąg wilka oraz drzewo-pomnik przyrody. Kilka metrów od tych posągów wypływa źródełko. Według wierzeń ludowych owo źródełko i wilk leczą bezpłodność. Figurka jest celem procesji odbywających się w ostatnią niedzielę maja.